# Anton Alén
Anton Alén (Helsinki, 1983. június 3. –) finn raliversenyző, az egyszeres rali-világbajnok, Markku Alén fia.

## Pályafutása

### Rali-világbajnokság
2005-ben, a finn ralin debütált a rali-világbajnokság mezőnyében. Eddigi pályafutása alatt hét világbajnoki futamon állt rajthoz, legjobb összetett eredménye a 2006-os finn ralin elért tizenegyedik pozíció.

### Interkontinentális ralibajnokság
2007 és 2009 között a Fiat gyári versenyzője volt az interkontinentális ralibajnokságon. 2007-ben a bajnokság három versenyén indult. Megnyerte az orosz-ralit, negyedik lett a török futamon, és kiesett a Barum-ralin.
A 2008-as szezon nyolc versenyén állt rajthoz. Két dobogós- és több pontszerző helyezést ért el. Huszonegy pontjával az ötödik helyen zárta az évet.
2009-ben négy versenyen vett részt. Mindössze egy alkalommal, Oroszországban végzett pontszerző helyen.

## Eredményei

### Interkontinentális ralibajnokság
Győzelem
| #  | Dátum              | Rali       | Navigátor   | Autó                           | Összefoglaló |
| -- | ------------------ | ---------- | ----------- | ------------------------------ | ------------ |
| 1. | 2007. július 12-14 | Orosz rali | Timo Alanne | Fiat Abarth Grande Punto S2000 | Összefoglaló |

Statisztika
| Év       | Helyezés | Versenyek/ célbaérés | Pontok | Győzelmek | Dobogók | Szakasz győzelmek |
| -------- | -------- | -------------------- | ------ | --------- | ------- | ----------------- |
| 2007     | 7.       | 3/2                  | 15     | 1         | 1       | 8                 |
| 2008     | 5.       | 9/7                  | 21     | 0         | 2       | 1                 |
| 2009     | 28.      | 4/2                  | 3      | 0         | 0       | 1                 |
| Összesen |          | 16/11                | 39     | 1         | 3       | 10                |

## Külső hivatkozások
- Hivatalos honlapja
- Profilja az ewrc.cz honlapon